# Schleifende Front
Eine schleifende Front, quasistationäre Front oder auch Frontengirlande ist ein Terminus aus der Meteorologie, der eine ununterbrochene Linie verschiedener Fronten in unterschiedlicher Richtung und Ausprägung beschreibt.

## Auswirkung
Die Luftdruckgegensätze der betroffenen Wettergebiete führt meist zu starkem Niederschlag (im Sommer Gewittern mit Starkregen, Orkanböen und gelegentlich Hagel, im Winter zu Starkschneefall), wobei meist dieselben Gebiete vom Wettergeschehen mehrfach betroffen sind.